# Kênh Thị Đội
Kênh Thị Đội là một con kênh đổ ra Sông Cửa Lớn. Kênh có chiều dài 27 km. Kênh Thị Đội chảy qua các tỉnh Cần Thơ, Kiên Giang.